# Jonathan Calleri
Jonathan Calleri (Buenos Aires, 23 november 1993) is een Argentijns professioneel voetballer die doorgaans als aanvaller speelt. Hij verruilde Boca Juniors in januari 2016 voor Deportivo Maldonado. Hij werd met negen doelpunten topscorer voor São Paulo tijdens de Copa Libertadores 2016.

## Clubstatistieken
| Seizoen | Club                | Competitie       | Competitie | Competitie | Beker | Beker | Internationaal | Internationaal | Totaal | Totaal |
| Seizoen | Club                | Competitie       | Wed.       | Dlp.       | Wed.  | Dlp.  | Wed.           | Dlp.           | Wed.   | Dlp.   |
| ------- | ------------------- | ---------------- | ---------- | ---------- | ----- | ----- | -------------- | -------------- | ------ | ------ |
| 2012/13 | All Boys            | Primera División | 0          | 0          | 2     | 1     | 0              | 0              | 2      | 1      |
| 2013/14 | All Boys            | Primera División | 28         | 5          | 0     | 0     | 0              | 0              | 28     | 5      |
| 2013/14 | Boca Juniors        | Primera División | 0          | 0          | 1     | 0     | 0              | 0              | 1      | 0      |
| 2014    | Boca Juniors        | Primera División | 15         | 6          | 6     | 2     | 12             | 5              | 33     | 13     |
| 2015    | Boca Juniors        | Primera División | 26         | 10         | 0     | 0     | 0              | 0              | 26     | 10     |
| 2016    | Deportivo Maldonado | Segunda División | 0          | 0          | 0     | 0     | 0              | 0              | 0      | 0      |
| 2016    | → São Paulo         | Série A          | 5          | 3          | 0     | 0     | 12             | 9              | 17     | 12     |
| 2016/17 | → West Ham United   | Premier League   | 16         | 1          | 1     | 0     | 2              | 0              | 19     | 1      |
| 2017/18 | → Las Palmas        | Primera División | 37         | 9          | 4     | 3     | 0              | 0              | 41     | 12     |
| 2018/19 | → Deportivo Alavés  | Primera División | 34         | 9          | 2     | 0     | 0              | 0              | 36     | 9      |
| 2019/20 | → RCD Espanyol      | Primera División | 7          | 1          | 0     | 0     | 3              | 0              | 10     | 1      |

Bijgewerkt op 2 december 2019
1 García ·
3 Gómez  ·
4 Kumbulla ·
5 Calero ·
6 Cabrera ·
7 Puado ·
8 Expósito ·
9 Véliz ·
10 Lozano ·
11 Milla ·
12 Tejero ·
13 Pacheco ·
14 Oliván ·
15 Gragera ·
16 Cheddira ·
17 Carreras ·
18 Aguado ·
19 Sánchez ·
20 Král ·
22 Romero ·
23 El Hilali ·
24 Cardona ·
31 Roca ·
33 Fortuño ·
37 Ünüvar ·
Coach: González